# Chuck (Vorname)
Chuck ist ein vor allem im englischen Sprachraum gebräuchlicher männlicher Vorname.

## Herkunft
Der Name ist eine Spielart des Vornamens Charles oder Charlie. Die Variante wurde ursprünglich als Spitzname gebildet. Charles geht über das altfranzösische Charles oder Carles und das lateinische Carolus auf althochdeutsch karal („Mann, Ehemann, Geliebter“, daraus neuhochdeutsch Karl) zurück, das seinerseits von urgermanisch *karlaz („freier Mann; kleiner, junger Mann; alter Mann“, eine Diminutivbildung zu *karaz „Mann“) abzuleiten ist. Schon beim urgermanischen und althochdeutschen Wort kann man also von einer Koseform ausgehen, die über „mein kleiner Mann“ zu „lieber Gatte“ geführt hat.

## Variationen
Berühmt ist die diminutive Koseform Chucky, aufgrund eines gleichnamigen Horrorfilms aus dem Jahr 1988.

## Namensträger
- Chuck Adams (* 1971), US-amerikanischer Tennisspieler
- Chuck Andrus (1928–1997), US-amerikanischer Jazz-Bassist
- Chuck Arnold (1926–1997), US-amerikanischer Autorennfahrer
- Chuck Austin (1927–2012), US-amerikanischer Jazztrompeter
- Chuck Bednarik (1925–2015), US-amerikanischer American-Football-Spieler
- Chuck Berg (≈1940–2016), US-amerikanischer Jazzmusiker, -autor und Hochschullehrer
- Chuck Berry (1926–2017), US-amerikanischer Rockmusiker
- Chuck Billy (* 1962), US-amerikanischer Sänger und Songwriter
- Chuck Blazer (1945–2017), US-amerikanischer Fußballfunktionär
- Chuck Close (1940–2021), US-amerikanischer Fotokünstler
- Chuck Comeau (* 1979), kanadischer Musiker
- Chuck Comer (* 1934), US-amerikanischer Rock’n'Roll- und Country-Musiker
- Chuck Connors (1921–1992), US-amerikanischer Schauspieler, Baseball- und Basketball-Spieler.
- Chuck Connors (1930–1994), US-amerikanischer Jazzposaunist
- Chuck Daly (1930–2009), US-amerikanischer Basketballtrainer
- Chuck Deardorf (1954–2022), US-amerikanischer Jazzmusiker
- Chuck Dixon (* 1954), US-amerikanischer Comicautor
- Chuck Ealey (* 1950), US-amerikanischer American- und Canadian-Football-Spieler
- Chuck Eidson (* 1980), US-amerikanischer ehemaliger Basketballspieler
- Chuck Fairbanks (1933–2013), US-amerikanischer American-Football-Trainer
- Chuck Ferries (1939–2025), US-amerikanischer Skirennläufer
- Chuck Forsberg (1944–2015), US-amerikanischer Informatiker
- Chuck Gentry (1911–1988), US-amerikanischer Jazzmusiker
- Chuck Hagel (* 1946), US-amerikanischer Politiker
- Chuck Hedges (1932–2010), US-amerikanischer Jazz-Klarinettist
- Chuck Israels (* 1936), US-amerikanischer Jazz-Bassist und -Komponist
- Chuck Jones (1912–2002), US-amerikanischer Cartoonist
- Chuck Knox (1932–2018), US-amerikanischer American-Football-Spieler und -Trainer
- Chuck Lorre (* 1952), US-amerikanischer Fernsehproduzent, Drehbuchautor, Regisseur, Komponist und kreativer Berater.
- Chuck Mangione (1940–2025), US-amerikanischer Flügelhornist
- Chuck Martin (* 1967), US-amerikanischer Freestyle-Skier
- Chuck McKinley (1941–1986), US-amerikanischer Tennisspieler
- Chuck Metcalf (1931–2012), US-amerikanischer Jazzmusiker
- Chuck Miller (1944–2011), US-amerikanischer Jazztrompeter, Hochschullehrer und Autor
- Chuck Noll (1932–2014), US-amerikanischer American-Football-Spieler und -Trainer
- Chuck Norris (* 1940), US-amerikanischer Schauspieler
- Chuck Owen (* 1954), US-amerikanischer Jazzmusiker, Orchesterleiter, Arrangeur, Komponist und Hochschullehrer
- Chuck Palahniuk (* 1962), US-amerikanischer Autor
- Chuck Schuldiner (1967–2001), US-amerikanischer Sänger und Gitarrist
- Chuck Schumer (* 1950), US-amerikanischer Politiker
- Chuck Stentz (1926–2018), US-amerikanischer Jazzmusiker
- Chuck Taylor (1901–1969), US-amerikanische Basketballlegende
- Chuck Thompson (1926–1982), US-amerikanischer Jazz-Schlagzeuger
- Chuck Todd (* 1972), US-amerikanischer Journalist und Fernsehmoderator
- Chuck Wayne (1923–1997), US-amerikanischer Jazzgitarrist
- Chuck Workman, US-amerikanischer Filmeditor und Dokumentarfilmer
- Chuck Yeager (1923–2020), US-amerikanischer Fliegerveteran